# Línea 118 (Buenos Aires)
La línea 118 es una línea de colectivos de la Ciudad Autónoma de Buenos Aires. Une dos barrios porteños: Barrancas de Belgrano, al norte de la ciudad, con Parque Patricios, al sur.
La línea cuenta con chasis Mercedes-Benz (OH1618L-SB, OH1718L-SB, OH1721L-SB Y O-500U), Agrale (MT15.0 LE y MT17.0 LE) y TATSA (PUMA D12); con diversas carrocerías como Nuovobus, La Favorita, Metalpar, Ugarte, Todobus e Italbus, las cuales rondan los 8 años de antigüedad en promedio.
Ramal A (Barrancas de Belgrano - Parque Patricios x Estación Buenos Aires)
- Ida a Barrancas de Belgrano: Desde Montesquieu y Profesor Chutro, Montesquieu 400-300, Los Patos 2750-2700, Luna 300-500, Av. Amancio Alcorta 2600-2100, Av. Vélez Sarsfield 500-700, Av. Suárez 2980-3650, Lavardén 950-800, Av. Amancio Alcorta 2800-2870, Herminio Masantonio 2870-3000, Monteagudo 800-100, Patagones 3000-2500, Manuel García 100-1, Alberti 2200-1900, Catulo Castillo 2600-2600, Pichincha 1900-1600, Avenida Juan de Garay 2300-2500, Alberti 1600-1100, Humberto Primo 2500-2700, Avenida Jujuy 1100-1, Avenida Pueyrredón 1-2200, Avenida Las Heras 2200-4300, Plaza Italia, Avenida Santa Fe 4200-4900, Avenida Luis María Campos 1-1600, Virrey del Pino 1700-1600, Avenida Virrey Vertiz 1600-2000 hasta Barrancas de Belgrano.

- Regreso a Parque Patricios: Desde Barrancas de Belgrano por Juramento, Avenida Virrey Vertiz 2100-1700, Avenida Luis María Campos 1700-1, Avenida Santa Fe 4900-4100, Plaza Italia, Avenida Las Heras 4300-2400, Avenida Pueyrredón 2200-1, Avenida Jujuy 1-1800, Avenida Brasil 2600-2300, Pichincha 1800-2000, 15 de noviembre de 1889 2300-2600, Avenida Jujuy 2000-2200, Colonia 1-600, Av. Amancio Alcorta 2500-2870, Herminio Masantonio 2870-2900, Av. Suárez 3700-3100, Monasterio 700-500, Av. Amancio Alcorta 2300-2400, Manuel García 500-400, Profesor Doctor Pedro Chutro 2500-2770 hasta Montesquieu.
- Ramal B (Barrancas de Belgrano - Once)
- Ida a Barrancas de Belgrano: Desde Rivadavia y Ecuador, Ecuador 0-100, Bartolomé Mitre 3000-2800, Avenida Pueyrredón 100-2200, Avenida Las Heras 2200-4300, Plaza Italia, Avenida Santa Fe 4200-4900, Avenida Luis María Campos 1-1600, Virrey del Pino 1700-1600, Avenida Virrey Vertiz 1600-2000 hasta Barrancas de Belgrano.
- Vuelta a Once: Desde Barrancas de Belgrano por Juramento, Avenida Virrey Vértiz 2100-1700, Avenida Luis María Campos 1700-1, Avenida Santa Fe 4900-4100, Plaza Italia, Avenida Las Heras 4300-2400, Avenida Pueyrredón 2200-1, Hasta Rivadavia y Ecuador
- Ramal C (Once - Barrio 21-24)
- Ida a Barrio 21-24: Desde Av. Pueyrredón 100, Av. Pueyrredón 100-1, Avenida Jujuy 1-1800, Avenida Brasil 2600-2300, Pichincha 1800-2000, 15 de noviembre de 1889 2300-2600, Avenida Jujuy 2000-2200, Colonia 1-500, Pedro Chutro 2600-2900, Zavaleta 400-1200, Av. General Iriarte 3700-3070, Lafayette 1500-2000, Zepita 3100-3400, Hasta Zepita y Luna
- Regreso a Once: Desde Zepita y Luna, Luna 2000-1600, Río Cuarto 3400-3200, Agustín Magaldi 1600-1500, Av. General Iriarte 3200-3700, Zavaleta 1200-700, Mirave 3700-3600, Lavarden 850-800, Av. Amancio Alcorta 2800-2870, Herminio Masantonio 2870-3000, Monteagudo 800-100, Patagones 3000-2500, Manuel García 100-1, Alberti 2200-1900, Catulo Castillo 2600-2600, Pichincha 1900-1600, Avenida Juan de Garay 2300-2500, Alberti 1600-1100, Humberto Primo 2500-2700, Avenida Jujuy 1100-1, Av. Pueyrredón 1-100, Hasta Av. Pueyrredón y Bartolomé Mitre

### Ramales Fraccionados
Hasta Hospital Rivadavia (Ida)
Hasta Plaza Italia (Ida)
Hasta Estación Once (Vuelta)

## Lugares de interés
Esta línea en su recorrido, pasa por los siguientes sitios de interés turístico y/o histórico: Plaza Miserere, Plaza Italia, Ecoparque Interactivo, La Rural, Hospital de Clínicas, Hospital Garrahan, Hospital Francés, Hospital Militar, Hospital Fernández, Hospital Muñiz, Hospital de Niños Dr. Ricardo Gutiérrez, Facultad de Medicina de la UBA, Planetario, Estadio de Huracán, Centro Cultural Recoleta, Jardín Botánico, entre otros tantos sitios.